# Јагош Марковић
Јагош Марковић (Титоград, 22. јун 1966 — 22. септембар 2023) био је црногорски и српски позоришни редитељ.

## Биографија
„Одрастао сам у позоришту и у њему оседео. Остајем захвалан за све што ми је дало и за уточиште које ми пружа. Као храм безбедан од недаћа света. У њему је увек исто, константно присутан ред и поредак. Када почне проба сви ми међу собом знамо и које генерал и ко је водник. Где год радио и у ком год времену, позориште има своју гравитацију и увек ме води ка правим вредностима. Хвала му!”

Завршио је 1987. године позоришну и радио режију на Факултету драмских уметности у класи проф. Борјане Продановић и Светозара Рапајића.
Режирао је играни филм Електра (1993).
Био је стални редитељ Народног позоришта у Београду од 2008. године
Већина представа које је режирао доживеле су позитивне критике.
У српским позориштима и позориштима у иностранству Марковић је остварио преко педесет представа. У другим театрима у земљи и иностранству режирао је преко педесет представа. Након распада СФРЈ Марковић је наш први редитељ који ради на Дубровачким љетним играма (Ромео и Јулија, 2014).
У Бугарској је одржан фестивал „Балкан чита Јагоша” у оквиру кога су четири позоришна редитеља радила Марковићев текст Говорница.

## Одабране награде
- Награда „Бојан Ступица”[5]
- Награда ослобођења Београда[5]
- Тринаестојулска награда[5]
- Награда Мића Поповић[5]
- Награда за свеукупан допринос стваралаштву Црне Горе[5]
- Награда града Београда[5]
- Награда града Подгорице[5]
- Стеријина награда[5]
- Неколико награда „Златни ћуран”[5]
- „Ардалион”[5]

## Театрографија
- Кућа на граници, 23.10.1987, Београд, Позориште „Душко Радовић” Београд[7]
- ЧАРАПА ОД СТО ПЕТЉИ, 29.02.1988, Београд, Београдско драмско позориште[7]
- Један дан у циркусу, 08.04.1989, Београд, Позориште „Душко Радовић” Београд[7]
- Ноћ лудака у Господској улици, 08.05.1989, Београд, Позориште на Теразијама[7]
- Учене жене, Народно позориште у Београду[5]
- Хасанагиница, Народно позориште у Београду[5]
- Госпођа министарка, Народно позориште у Београду[5]
- Покондирена тиква, Народно позориште у Београду[5]
- Др, Народно позориште у Београду[5]
- Антигона, Народно позориште у Београду[5]
- Пепељуга (опера), Народно позориште у Београду[5]
- Фигарова женидба (опера), Народно позориште у Београду[5]
- Ромео и Јулија[5]
- Кате Капуралица[5]
- Декамерон дан раније (Народно позориште Сомбор)[5]
- Лукреција илити Ждеро (Позориште на Теразијама)[5]
- Скуп[5]
- Богојављенска ноћ[5]
- Говорница[5]
- Сумњиво лице[5]
- Уображени болесник[5]
- Тако је ако вам се тако чини (Југословенско драмско позориште)[5]
- Породичне приче[5]
- Господа Глембајеви[5]
- Јесења соната (Атеље 212)[5]
- Галеб[5]
- Филумена Мартурано[5]
- Кармен (ХНК Ивана пл. Зајца)[5]
- Лукреција о бимо рекли Пожерух (Ријечке летње ноћи)[5]
- Учене жене (ХНК Сплит)[5]
- Чарапа од сто петљи (Београдско драмско позориште)[5]
- Зора на истоку[5]
- Наши синови[5]
- Свињски отац (Звездара театар )[5]
- Хасанагиница (Центар за културу Тиват)[5]
- Тартиф[5]
- Хекуба (Црногорско народно позориште)[5]
- Краљица Кристина, шведско Краљевско позориште Драматен поводом јубилеја позориште[5]
- Путујуће позориште Шопаловић (Југословенско драмско позориште)[8]
- Сумрак Богова (Београдско драмско позориште)[8]
- Чаробњак из Оза (Позориште „Душко Радовић” Београд)[9]